# Olbiogaster aequinoctialis
Olbiogaster aequinoctialis är en tvåvingeart som beskrevs av Tozoni 1993. Olbiogaster aequinoctialis ingår i släktet Olbiogaster och familjen fönstermyggor.
Artens utbredningsområde är Ecuador. Inga underarter finns listade i Catalogue of Life.